# أندالجالا (مدينة)
أندالجالا (بالإسبانية: Andalgalá)‏ هي منطقة سكنية تقع في الأرجنتين في Andalgalá Department.[بحاجة لمصدر] يقدر عدد سكانها بـ 14,068 نسمة وترتفع عن سطح البحر 960 متر.

## المناخ
يظهر الجدول التالي التغييرات المناخية على مدار السنة لأندالجالا:
| البيانات المناخية لـأندالجالا                | البيانات المناخية لـأندالجالا | البيانات المناخية لـأندالجالا | البيانات المناخية لـأندالجالا | البيانات المناخية لـأندالجالا | البيانات المناخية لـأندالجالا | البيانات المناخية لـأندالجالا | البيانات المناخية لـأندالجالا | البيانات المناخية لـأندالجالا | البيانات المناخية لـأندالجالا | البيانات المناخية لـأندالجالا | البيانات المناخية لـأندالجالا | البيانات المناخية لـأندالجالا | البيانات المناخية لـأندالجالا |
| الشهر                                        | يناير                         | فبراير                        | مارس                          | أبريل                         | مايو                          | يونيو                         | يوليو                         | أغسطس                         | سبتمبر                        | أكتوبر                        | نوفمبر                        | ديسمبر                        | المعدل السنوي                 |
| -------------------------------------------- | ----------------------------- | ----------------------------- | ----------------------------- | ----------------------------- | ----------------------------- | ----------------------------- | ----------------------------- | ----------------------------- | ----------------------------- | ----------------------------- | ----------------------------- | ----------------------------- | ----------------------------- |
| الدرجة القصوى °م (°ف)                        | 43.4 (110.1)                  | 43.1 (109.6)                  | 39.9 (103.8)                  | 38.7 (101.7)                  | 36.3 (97.3)                   | 35.3 (95.5)                   | 37.2 (99.0)                   | 39.3 (102.7)                  | 39.9 (103.8)                  | 42.2 (108.0)                  | 41.9 (107.4)                  | 43.3 (109.9)                  | 43.4 (110.1)                  |
| متوسط درجة الحرارة الكبرى °م (°ف)            | 33.7 (92.7)                   | 32.3 (90.1)                   | 30.1 (86.2)                   | 26.2 (79.2)                   | 21.7 (71.1)                   | 18.3 (64.9)                   | 18.7 (65.7)                   | 21.5 (70.7)                   | 25.5 (77.9)                   | 28.9 (84.0)                   | 31.9 (89.4)                   | 33.7 (92.7)                   | 26.9 (80.4)                   |
| المتوسط اليومي °م (°ف)                       | 25.1 (77.2)                   | 24.0 (75.2)                   | 21.9 (71.4)                   | 17.9 (64.2)                   | 13.7 (56.7)                   | 9.9 (49.8)                    | 10.0 (50.0)                   | 12.7 (54.9)                   | 16.7 (62.1)                   | 20.1 (68.2)                   | 22.9 (73.2)                   | 25.0 (77.0)                   | 18.3 (64.9)                   |
| متوسط درجة الحرارة الصغرى °م (°ف)            | 18.4 (65.1)                   | 17.7 (63.9)                   | 15.7 (60.3)                   | 11.3 (52.3)                   | 7.2 (45.0)                    | 3.7 (38.7)                    | 3.3 (37.9)                    | 5.2 (41.4)                    | 8.9 (48.0)                    | 12.3 (54.1)                   | 15.4 (59.7)                   | 17.4 (63.3)                   | 11.4 (52.5)                   |
| أدنى درجة حرارة °م (°ف)                      | 8.7 (47.7)                    | 9.1 (48.4)                    | 4.8 (40.6)                    | −1.8 (28.8)                   | −3.1 (26.4)                   | −4.7 (23.5)                   | −6.2 (20.8)                   | −5.7 (21.7)                   | −2.5 (27.5)                   | 1.7 (35.1)                    | 2.1 (35.8)                    | 4.9 (40.8)                    | −6.2 (20.8)                   |
| الهطول مم (إنش)                              | 75.5 (2.97)                   | 64.8 (2.55)                   | 45.7 (1.80)                   | 15.8 (0.62)                   | 8.4 (0.33)                    | 4.4 (0.17)                    | 5.4 (0.21)                    | 5.2 (0.20)                    | 4.8 (0.19)                    | 13.7 (0.54)                   | 18.7 (0.74)                   | 35.3 (1.39)                   | 297.5 (11.71)                 |
| متوسط الرطوبة النسبية (%)                    | 53.0                          | 60.2                          | 62.8                          | 64.2                          | 64.3                          | 63.5                          | 55.2                          | 48.2                          | 46.7                          | 50.0                          | 50.2                          | 51.7                          | 55.8                          |
| ساعات سطوع الشمس الشهرية                     | 291                           | 234                           | 248                           | 223                           | 230                           | 176                           | 205                           | 223                           | 254                           | 275                           | 273                           | 264                           | 2٬897                         |
| نسبة وصول أشعة الشمس                         | 69                            | 64                            | 65                            | 65                            | 69                            | 56                            | 62                            | 64                            | 70                            | 70                            | 67                            | 62                            | 65                            |
| المصدر #1: Secretaria de Mineria             |                               |                               |                               |                               |                               |                               |                               |                               |                               |                               |                               |                               |                               |
| المصدر #2: منظمة الأغذية والزراعة (sun only) |                               |                               |                               |                               |                               |                               |                               |                               |                               |                               |                               |                               |                               |